# تخم‌کدو

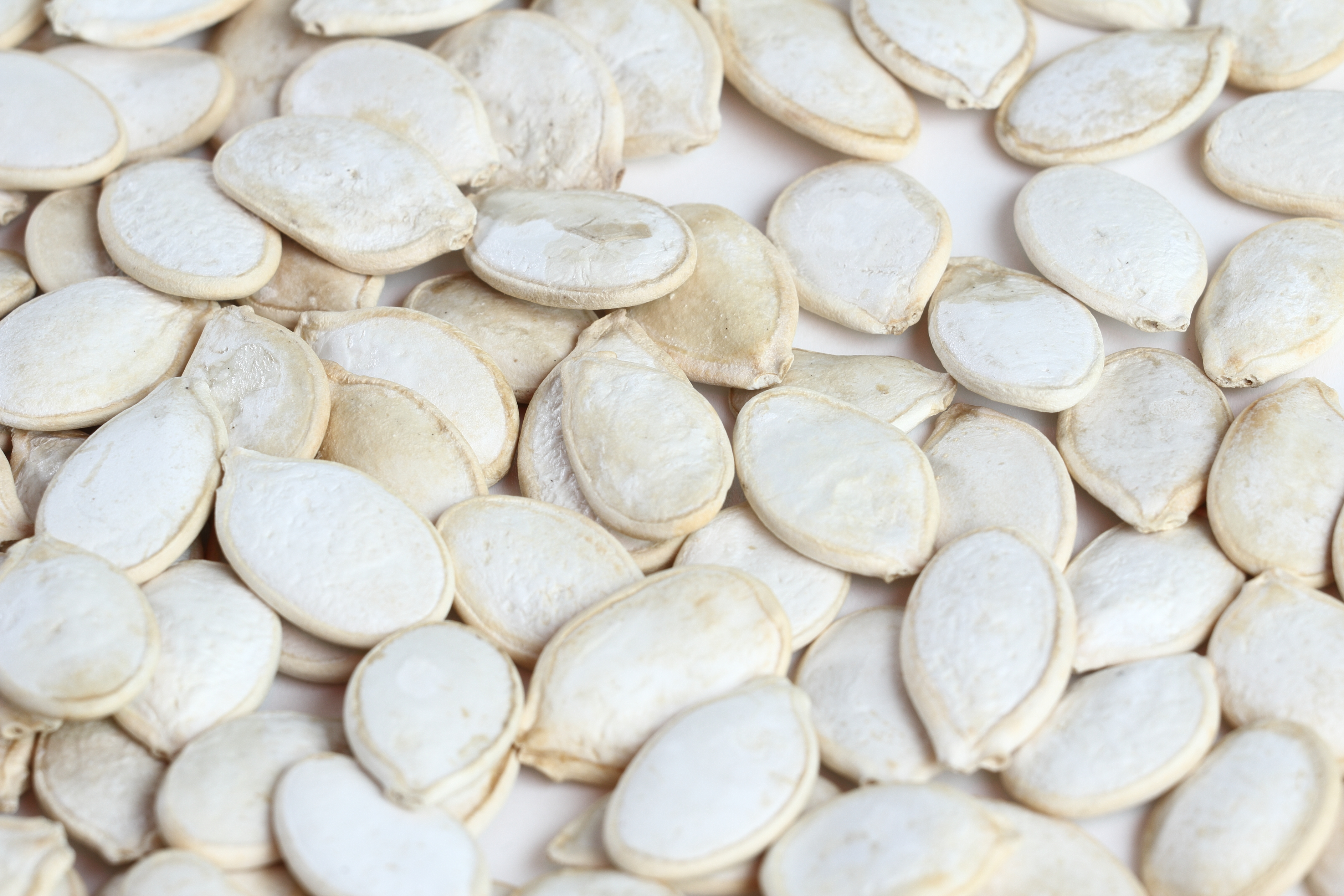
تخم کدوی صدفی شور

تخم‌کدو دانه کدو است که به عنوان آجیل، بذر، دانه روغنی یا دارو مورد استفاده دارد.

## خواص
ویتامین اف، به دو روغن ضروری گفته می‌شود: امگا ۳ و امگا ۶ که در تخم کدو فراوانند. به علاوه، منبع غنی اسید اولئیک، فیبر، پروتئین و ریزمغذی‌ها و درشت مغذی‌های فراوانی است. بعلت تراکم فلز روی، دارای خواص ضدقارچی به ویژه ضدشوره سر است.
مهم‌ترین فواید:
- کاهش استرس
- محافظت از غده پروستات
- جوان‌ماندن و حفظ سلامت پوست
- از بین بردن عفونت انگلی
- بهبود سلامت مغز
- کاهش سطح قند خون
- پیشگیری از تصلب شرایین
- مانع بروز ورم مفاصل
- بهبود عملکرد مثانه
- تقویت استخوان‌ها
- محافظت از کلیه
- تسریع در بهبود زخم‌ها

### شایعه کرم کدو
برخی مردم، تخم کدو را باعث کرم کدو می‌دانند؛ اما قضیه دقیقاً برعکس است؛ چون کرم کدو از تخم کدو متنفر است و حاضر است از روده بیرون بیاید و بمیرد! این باعث شد که تخم کدو از سال ۱۸۶۳ تا ۱۹۳۶ در «فارماکوپه ایالات متحده» به عنوان یک ضدانگل ثبت شوند.

### عوارض
- به علت تراکم پروتئین می‌تواند باعث آلرژی در برخی شود.
- بو دادن آن باعث واسرشتن پروتئین آن به مواد بالنسبه سمی می‌شود.
- طبع آن سرد و خشک (پاییزی یا سوداوی) و مصلح آن انگبین است.
- چون باعث دفع روغن‌های بد بدن می شود، باعث چربی سر می‌شود.
- تخم کدوی بیات باعث فوران سوداست.